# Discodeles
Discodeles é um género de anfíbio anuro pertencente família Ranidae.

## Espécies
- Discodeles bufoniformis (Boulenger, 1884).
- Discodeles guppyi (Boulenger, 1884).
- Discodeles malukuna Brown et Webster, 1969.
- Discodeles opisthodon (Boulenger, 1884).
- Discodeles vogti (Hediger, 1934).